# 石塚かおりのゆうわく伝説
『石塚かおりのゆうわく伝説』（いしづかかおりのゆうわくでんせつ）は、新潟放送（BSNラジオ）で放送されていたラジオ番組である。

## 概要
2007年3月まで、毎週月曜 - 金曜の夕方に新潟駅のメディアステーションbananaサテライトスタジオ（現在は閉鎖）から公開生放送を行っていた。
その後、2017年春の番組改編で10年ぶりに番組が復活することになり、同年4月1日より土曜 16:00 - 17:30の枠で放送再開。
2019年10月から金曜夕方に移動し、放送時間が3時間30分に拡大となる。
2021年3月26日をもって第2期の放送終了。実質的な後番組は「石塚かおりのbrand new day」。

## 主なコーナー
2020年10月現在
- We wanna Rock!
- 魁! かおり塾
- 知っトコ! 人生楽しむコト!
- サロン・ド・かおり
- あなたにハッピー・メロディ（ニッポン放送制作）
- ニュース・パレード（文化放送制作）
- ネットワークトゥデイ（TBSラジオ制作）

休止以前の主なコーナー
- 夕刊早読み
- 朱鷺どきどき誘惑の佐渡 - 佐渡汽船による佐渡島の観光情報
- 日替わりコーナー
  - 月曜：女子高生に聞いてみよ
  - 火曜：コント山口君のおやじの時間・ラジオ版
  - 水曜：夜を訪ねて三千軒
  - 木曜：クイズHappy Winning
- ニュースヘッドライン
- 拝啓運転手のみなさん（交通情報）

## その他
- 年末には「佐渡大忘年会ツアー」と称する番組主催の大忘年会が開催され、大抽選会や寒ぶり祭りなどのイベントを行っていた[6][7]。